# 黑色美乃滋
黑色美乃滋（日语：ブラックマヨネーズ；BLACK MAYONNAISE），日本搞笑組合，由小杉龍一（吐槽擔當）和吉田敬（裝傻擔當）兩人組成。所屬經紀公司是吉本興業。他們是2005年M-1大賽優勝者。
組合名「黑色美乃滋」的構思和樂團「Mr.Children」一樣，都是兩個意思相反的詞語的組合（美乃滋一般都是白色）。漫才表現中吉田常持有消極悲觀的獨特世界觀，而小杉的吐槽則是正統派上方漫才。

## 外部連結
- 吉田敬
  - ブラマヨ吉田的X（前Twitter）
- 小杉竜一
  - ブラマヨ小杉(月1開催小杉ライブ)的X（前Twitter）
  - ブラマヨ小杉(月1開催小杉ライブ)的Instagram帳戶